# Lapin Kulta

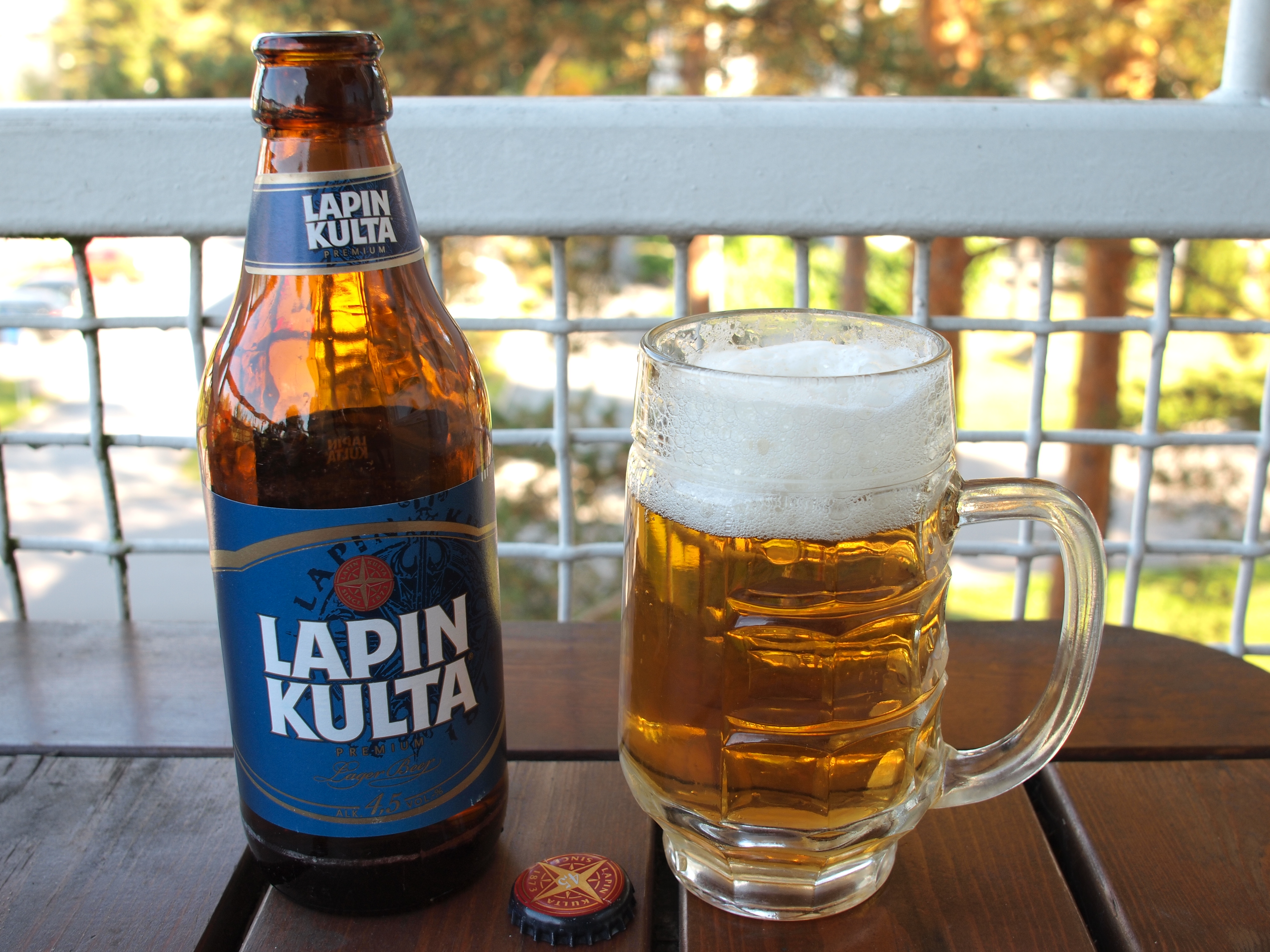
Una bottiglia di Lapin Kulta

La Lapin Kulta (lett. Oro della Lapponia) è una birra lager chiara finlandese. Originaria di Tornio, la sua produzione è stata completamente spostata a Lahti dopo la chiusura del birrificio di Tornio il 31 agosto 2010.
Il primo birrificio venne fondato nel 1873 con il nome di Torneå Bryggeri Akitiebolag e solo nel 1963 acquisì ufficialmente il nome di Lapin Kulta. Nel 1933 è stato aperto il secondo birrificio a Rovaniemi.
Oggi la Lapin Kulta viene prodotta in diverse varianti: Lapin Kulta ice, Lapin Kulta IV B (8% di contenuto alcolico), Lapin Kulta I (a basso contenuto alcolico) e Lapin Kulta III (a media gradazione).